# 1122
Évszázadok: 11. század – 12. század – 13. század
Évtizedek: 1070-es évek – 1080-as évek – 1090-es évek – 1100-as évek – 1110-es évek – 1120-as évek – 1130-as évek – 1140-es évek – 1150-es évek – 1160-as évek – 1170-es évek
Évek: 1117 – 1118 – 1119 – 1120 –  1121 – 1122 – 1123 – 1124 – 1125 – 1126 – 1127

## Események

### Határozott dátumú események
- augusztus 23. – V. Henrik német-római császár és II. Kallixtusz pápa megköti a wormsi konkordátumot, mely lezárja az invesztitúraharcot.[1]
- szeptember 13. – I. Joscelin edesszai gróf Balak szarúdzs herceg fogságába esik.[2]

### Határozatlan dátumú események
- az év folyamán – 
  - Pierre Abélard megírja Sic et Non című művét.
  - II. István Magyarországra telepít egy kun csoportot.

## Születések
- december folyamán – I. Frigyes német-római császár. († 1190)
- az év folyamán – I. Andronikosz bizánci császár († 1185)

## Halálozások
- II. Ottokár stájer őrgróf